# Safia nigrescens
Safia nigrescens là một loài bướm đêm trong họ Noctuidae.